# Rašeliniště Kapličky
Rašeliniště Kapličky este o arie protejată (arie specială de conservare — SAC, sit de importanță comunitară — SCI) din Republica Cehă întinsă pe o suprafață de 127,1 ha, integral pe uscat.

## Localizare
Centrul sitului Rašeliniště Kapličky este situat la coordonatele 48°35′56″N 14°13′18″E / 48.598889°N 14.221667°E.

## Înființare
Situl Rašeliniště Kapličky a fost declarat sit de importanță comunitară în aprilie 2005 pentru a proteja 1 specie de animale. Situl a fost protejat și ca arie specială de conservare în ianuarie 2014.

## Biodiversitate
Situată în ecoregiunea continentală, aria protejată conține 2 habitate naturale: Turbării active, Mlaștini împădurite.
La baza desemnării sitului se află o specie protejată de  nevertebrate: Carabus menetriesi pacholei.